# Sabil Birkat as-Sultan

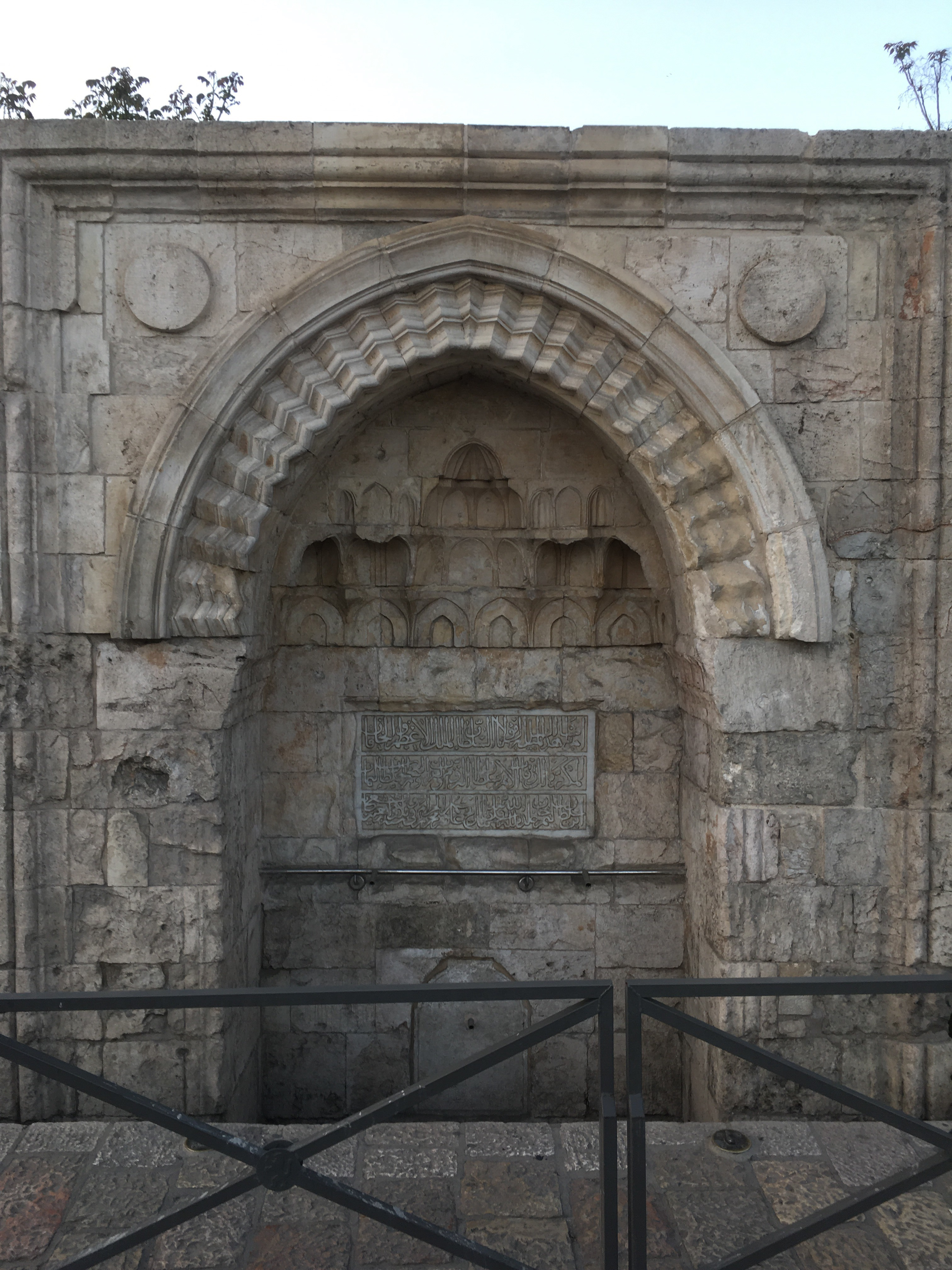
Sabil Birkat as-Sultan

Der Sabil Birkat as-Sultan oder Sebil Birket Sultan (arabisch سبيل بركة السلطان, DMG Sabil Birkat as-Sultan) ist ein osmanischer Brunnen südwestlich der Stadtmauer außerhalb der Altstadt Jerusalems.

## Name
Der Sabil Birkat as-Sultan oder Sebil Birket Sultan erhielt seinen Namen vom Sultan-Becken (Birkat as-Sultan), auf dessen südlicher Staumauer er sich befindet. Ein weiterer Name, Hinnom-Sabil, wird abgeleitet von Hinnom-Tal, in dem sich das Sultan-Becken und der Sabil befinden. Manchmal findet sich auch die Bezeichnung Sabil Süleimans des Prächtigen nach seinem Erbauer Suleiman dem Prächtigen.

## Geographie
Der Sabil Birkat as-Sultan⊙ befindet sich auf der südlichen Staumauer des Sultan-Beckens im Hinnom-Tal. Über diese Staumauer verläuft die Hebron-Straße (Nationalstraße ), die Jerusalem mit Hebron verbindet. Die Hebron-Straße überquert hier das Hinnom-Tal von Ost nach West. Der Brunnen steht auf der nördlichen Straßenseite.
Der Sabil Birkat as-Sultan befindet sich ungefähr 300 m südwestlich der Südwestecke der Jerusalemer Altstadtmauer⊙.
Östlich von ihm erhebt sich der 765 m hohe Berg Zion⊙ mit der Dormitio-Abtei⊙, dem Davidsgrab⊙, dem katholischen Friedhof mit dem Grab von Oskar Schindler⊙ und dem Essener-Tor⊙.
Westlich liegt das von Moses Montefiore gegründete Wohnviertel Yemin Moshe⊙.
Südlich, am Westhang des Hinnom-Tales befindet sich die Cinemathek Jerusalem⊙.

## Beschreibung
Der Sabil wird von einem rechteckigen Rahmen eingefasst. Den Rand des Rahmens bildet ein profilierter, mit Kielbögen verzierter Wulst. Zentral in diesen Rahmen eingefügt befindet sich ein gotischer Spitzbogen, dessen Spitze an den oberen Rand des Rahmens anstößt. Er umgibt eine vertiefte Nische. In den Zwickeln befinden sich runde Scheiben. Sie ersetzen die ursprünglichen und heute verlorengegangenen Rosetten. Der Spitzbogen tritt etwas aus dem inneren Rahmen hervor. Er ist mit Wülsten, Kielbögen und innen mit einem Sägezahnfries verziert. Das Feld im Bogen ist mit Muqarnas zu einem flachen Gewölbe gestaltet. Darunter befindet sich eine Inschrift.
Vier Stufen führen zur Basis des Brunnens hinunter. Dort, umgeben von einer kleinen, flachen Nische, befindet sich ein Loch, aus dem früher das Wasser austrat.
Zur Gestaltung des Brunnens wurden vorhandene Bauelemente der Kreuzfahrerzeit verwendet.
Dies geschah einerseits aus Achtung und Wertschätzung für die Architektur dieser vergangenen Zeit, andererseits aus Gründen der Kostenersparnis.

## Inschrift
Die Inschrift ist wie folgt:

„Er hat den Bau dieses gesegneten Sabils befohlen, unser Meister, der Sultan, der größte Prinz und der ehrenwerte Hakan, der die Nationen regiert, der Sultan der Länder Rum, der Araber und Perser, der Sultan Süleyman, der Sohn des Sultans Selim Khan, möge Allah seine Herrschaft und sein Sultanat erhalten und fortsetzen, am 10. des Monats Muharram im Jahr 943 (29. Juni 1536).“

## Wasserversorgung
Der Brunnen Süleimans des Prächtigen oder Sebil Birket Sultan wurde ursprünglich vom Wasser aus dem Sultan-Becken gespeist.

## Geschichte
Der Brunnen wurde 1536 unter Suleiman dem Prächtigen gebaut.
Zu seinem Bau wurden in der Umgebung gefundene Steinmetzarbeiten aus der Kreuzfahrerzeit und andere Steine, die bei der zeitgleichen Restaurierung des Sultan-Beckens anfielen genutzt.
Nach Ende der Herrschaft Suleimans endete auch die Nutzung dieses Brunnens.
Der Brunnen war Teil eines größeren Systems von etwa einem Dutzend Brunnen, die während der osmanischen Periode gebaut wurden.
Diese Brunnen wurden entlang des Pilgerweges zum Haram und nahe seiner Tore angelegt.
Sie versorgten die Einwohner und die Pilger kostenlos mit Trinkwasser.